# Zuckerfabrik Siegendorf

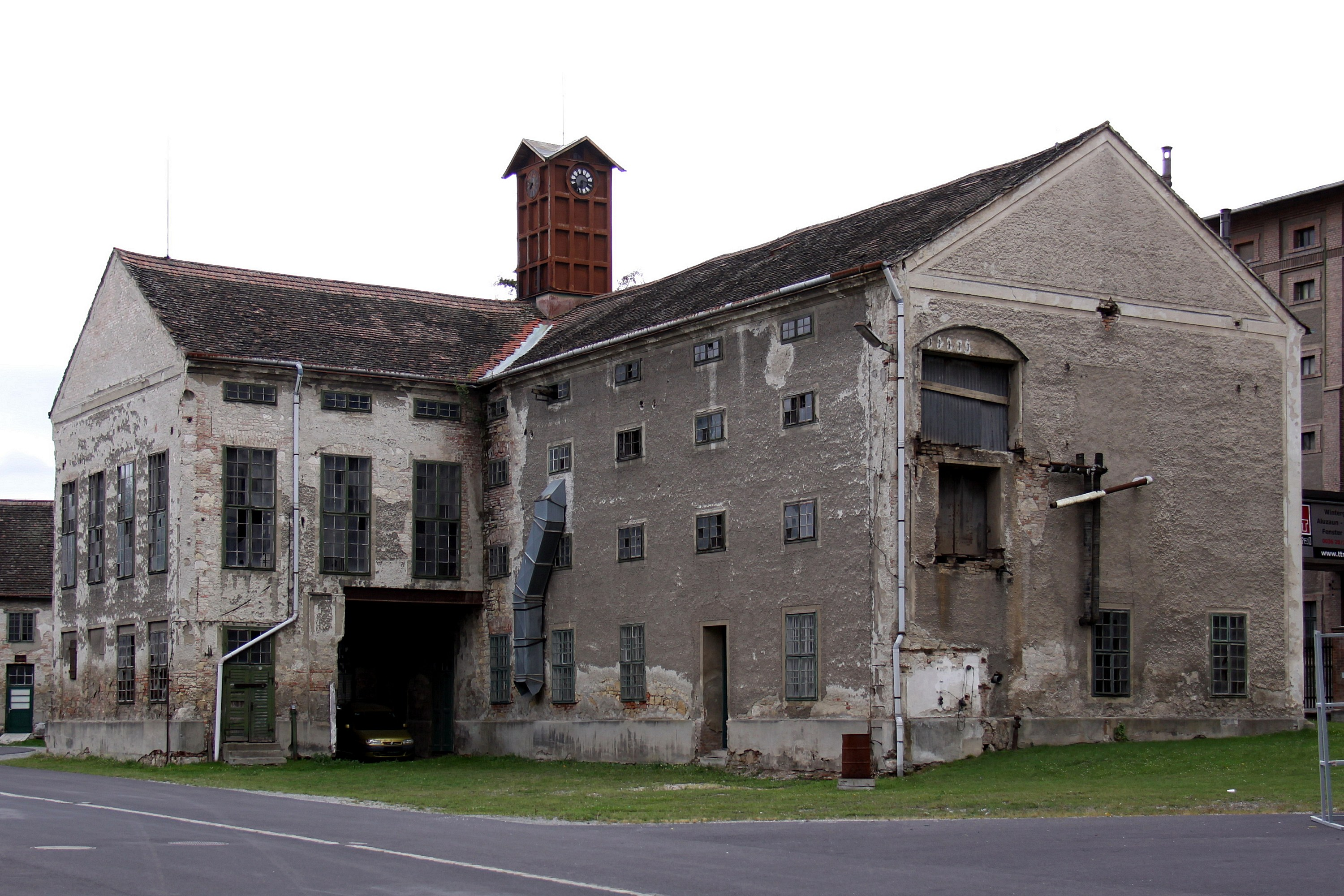
Erhaltenes Gebäude (Rohzuckermagazin) der ehemaligen Zuckerfabrik in Siegendorf (2011)

Die Zuckerfabrik Siegendorf in Siegendorf war eine Zuckerfabrik im heutigen Burgenland (Österreich), die von 1853 bis 1988 in Betrieb war.

## Geschichte
Die Zuckerfabrik wurde von dem aus Bayern stammenden Conrad Patzenhofer, dem vormaligen technischen Leiter der Hirmer Zuckerfabrik, 1852/3 im damals ungarischen Siegendorf errichtet. Bis 1859 wurde nur Rohzucker, danach auch weißer Zucker erzeugt. Patzenhofer war später auch Gründer der Troppauer Zucker-Fabriken AG u. a. Die Zuckerfabrik in Siegendorf und auch die dazu gehörenden großen Rübenanbaubetriebe wurden zu einem bedeutenden Arbeitgeber für die ganze Region um Siegendorf. Sie firmierte ab 1893 unter Conrad von Patzenhofer dem Jüngeren und seinen Brüdern Rudolf und Alfred als „Siegendorfer Zuckerfabrik - Conrad Patzenhofers Söhne“ und blieb auch nach dem Übergang Siegendorfs an Österreich im Besitz der Familie Patzenhofer. Mit dem Anschluss wurde auch die Siegendorfer Zuckerfabrik durch die Hauptvereinigung der Deutschen Zuckerwirtschaft in Berlin kontrolliert. In der im Zweiten Weltkrieg zeitweise stillgelegten Zuckerfabrik Siegendorf wurde ein Kriegsgefangenenlager und 1944/45 ein Lager für ungarische Juden und KZ-Häftlinge eingerichtet, die beim Ausheben der Panzergräben Zwangsarbeit leisten mussten. Von ihnen kamen etwa 400 im Lager ums Leben.
Nach dem Krieg war die Zuckerfabrik weiterhin im Besitz der Familie Patzenhofer und wurde dann 1977 an die Tullner Zuckerfabrik verkauft. Die Kooperation der beiden Zuckerfabriken Tulln und Bruck hatte schließlich 1983 die Fusion der beiden Fabriken zusammen mit der Siegendorfer Zuckerfabrik zur Tullner Zuckerfabrik Aktiengesellschaft zur Folge. Die Zuckerfabrik in Siegendorf wurde in der Folge 1988 stillgelegt. Heute beherbergt das Gelände der Zuckerfabrik die Gewerbezone Ost von Siegendorf.